# Emmanuelle 7. – Virtuális valóság
Az Emmanuelle 7. – Virtuális valóság (eredeti francia címe Emmanuelle au 7ème ciel) egy 1992-ben bemutatott francia softcore erotikus film Francis Leroi rendezésében, Sylvia Kristel főszereplésével.

## Gyártás
A forgatókönyvet Francis Leroi és Jean-Marc Vasseur írta, zenéjét Pierre Bachelet szerezte. A filmet 1992 végén és 1993 elején forgatták Franciaország különböző helyszínein, valamint egy fantáziajelenetet New Yorkban. Ezzel Kristel visszatért a címszerephez, miután nem szerepelt sem az Emmanuelle 5.-ben, sem az Emmanuelle 6.-ban. Visszatérése nem volt boldog, mivel férje sikertelen filmes projektjeinek finanszírozása miatt, amelyek anyagilag kimerítették, beleegyezett, hogy szerepeljen a filmben, de nem szexszerepben.

## Cselekmény
Egy franciaországi kastélyban berendezett kísérleti laboratóriumban „elektronikus bordélyház” kifejlesztésén dolgoznak. A vevők gombnyomással előhívott virtuális szexpartnerekkel léphetnek intim kapcsolatba, és a virtuális valóságban határtalanul kiélhetik szexuális fantáziáikat.

## Szereposztás
| Szerep             | Színész                           | Magyar hangja |
| ------------------ | --------------------------------- | ------------- |
| Emmanuelle         | Sylvia Kristel                    | N/A           |
| Az ifjú Emmanuelle | Annie Bellac                      | N/A           |
| Sophie             | Caroline Laurence                 | N/A           |
| Az ifjú Sophie     | Cynthia Van Damme                 | N/A           |
| Marie              | Carolyn Monroe (Laura Dean néven) | N/A           |
| Melanie            | Julie Jalabert                    | N/A           |
| Frantz Gotzerman   | Roland Waden                      | N/A           |
| Atisan Khan        | Joel Bui                          | N/A           |
| Carlos             | Roberto Malone                    | N/A           |